# 皇学

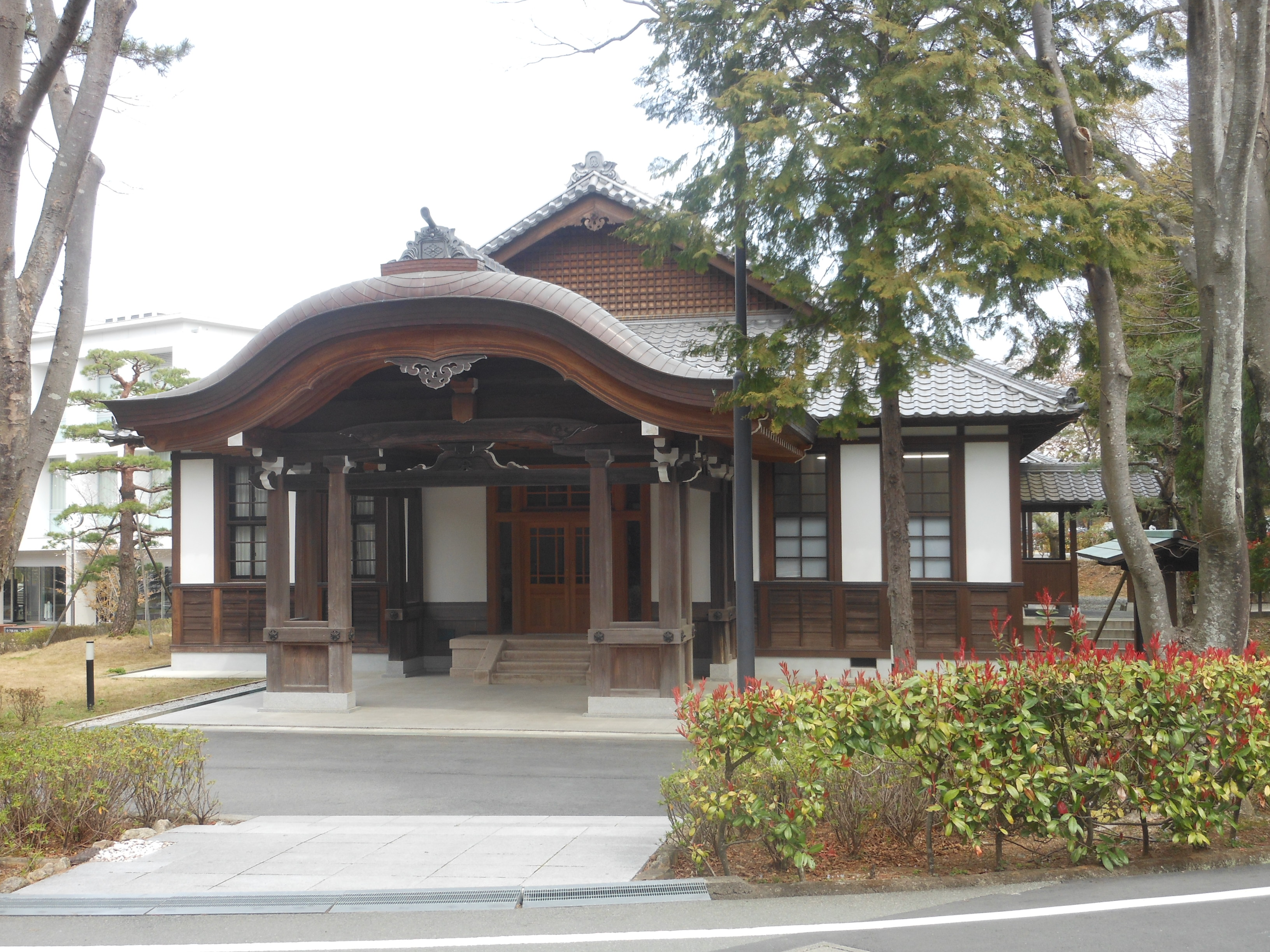
皇學館大学記念館

皇学（みものまなび）とは、『古事記』『日本書紀』『延喜式祝詞』の神典を精緻に探求することによって、日本の本来の姿と精神を明らかにする学問のこと。皇大御学（すめらおほみまなび）の略で、有職故実、国語学、国史学、国文学、地政学と幅広く、国学（こくがく）と同一視されることがあるが、日本独自の歴史・文化・伝統を日本の古典（皇典）から究明する専門性の高い学問であり、純粋に日本独自の学問といえる。

## 概要
『古事記』『日本書紀』『祝詞』『万葉集』などの文献学的な歴史からすると、儒教、仏教渡来以前の日本固有の文化を研究し明らかにしようとしたものであり、漢学に対していわれる。江戸時代中期に契沖を先駆とし、荷田春満、賀茂真淵、本居宣長、平田篤胤の研究を礎とした鈴木重胤が提示して、その同輩の敷田年治などに継承された。

## 継承（明治期）
1868年（明治元年）12月14日、京都に皇学所が開講されたが、翌年廃止され、教務省が設置されると同省が講究にあたる。
1882年（明治15年）4月30日、伊勢信仰である伊勢講を母体とした神宮教が、伊勢に神宮皇學館（現・皇學館大学）を設置する。
1883年（明治16年）4月28日、皇學館開校となり、皇学は以後継承されることとなる。